# Wake Up Little Susie
«Wake Up Little Susie» es una canción pop escrita por Felice y Boudleaux Bryant y publicada en 1957.

## Historia
La canción es más conocida en una grabación de The Everly Brothers,  publicada por Cadence Records. El sencillo de los Everly Brothers alcanzó el número 1 en la lista Billboard Hot 100 y en la lista Cash Box Best Selling Records, a pesar de haber sido censurada en las emisoras de radio de Boston por letras que, en ese momento, se consideraban sugerentes, según una entrevista de 1986 con Don Everly.  «Wake Up Little Susie» también pasó siete semanas en la cima de la lista country de Billboard  y llegó al número 2 en la lista de sencillos del Reino Unido. La canción ocupó el puesto número 318 en la lista de la revista Rolling Stone de «Las 500 mejores canciones de todos los tiempos».  En 2017, la grabación de 1957 de The Everly Brothers fue incluida en el Salón de la Fama de los Grammy.

## Letra
La canción está escrita desde el punto de vista de un chico de secundaria y su novia, Susie. En la canción, los dos salen a una cita en un cine (quizás un autocine), solo para quedarse dormidos durante la película. No se despiertan hasta las cuatro de la mañana, mucho después del toque de queda de las diez de la noche. La pareja piensa en las reacciones de sus padres y sus amigos y el chico teme que al haberse quedado fuera hasta tan tarde, ambos hayan perdido su buena reputación.

## Personal
- Don Everly – voz, guitarra rítmica
- Phil Everly – voz, guitarra rítmica
- Floyd “Lightnin' Chance” – contrabajo [4]

## Posicionamiento en listas
| Lista (1957–58)                  | Puesto |
| -------------------------------- | ------ |
| Reino Unido UK Singles Chart     | 2      |
| Estados Unidos Billboard Hot 100 | 1      |
| Estados Unidos Hot Country Songs | 1      |
| Estados Unidos Hot R&B Billboard | 1      |

## Versión de Simon and Garfunkel
Simon y Garfunkel han citado a los Everly Brothers como fuertes influencias en su propia música. Su versión, grabada en vivo en el Concierto en Central Park el 19 de septiembre de 1981, alcanzó el puesto número 27 en el Billboard Hot 100 en 1982, y es el último éxito que el dúo consiguió en el Top 40. 
Durante la gira «Old Friends» de Simon y Garfunkel en 2003-2004, interpretaron esta canción y otras en un segmento con los Everly Brothers, quienes actuaron como teloneros de la gira.
| Lista (1982)                        | Puesto |
| ----------------------------------- | ------ |
| Estados Unidos (Billboard Hot 100)  | 27     |
| Estados Unidos (Adult Contemporary) | 5      |